# Isle of Man TT 1939
De Isle of Man TT 1939 was de achtentwintigste uitvoering van de Isle of Man TT. Ze werd verreden op de Snaefell Mountain Course, een stratencircuit op het eiland Man. Het was - vanwege het uitbreken van de Tweede Wereldoorlog - de laatste TT tot de TT van 1947.

## Algemeen
| 1939 |

In 1939 werd de weg verbreed bij Water Works Corner langs de A18). Toen werd ook een monument voor Jimmie Guthrie gebouwd bij The Cutting. Guthrie was in 1937 verongelukt bij de Grand Prix van Duitsland, maar had zijn laatste meters op de Mountain Course bij The Cutting gereden toen hij in dat jaar tijdens de Senior TT stilviel.
Vlak vóór het uitbreken van de Tweede Wereldoorlog zorgde Duitsland voor een uitgebreid team bij de TT van Man. DKW, BMW en NSU verschenen met fabrieksteams, terwijl Norton juist niet meer deelnam omdat men daar ook al oorlogsproductie draaide. Toch kregen Harold Daniell en Freddie Frith hun fabrieksracers uit 1938 mee. Stanley Woods won in de Junior TT zijn (achteraf laatste) TT met een Velocette. De Lightweight TT werd in slecht weer verreden en kende een verrassende winnaar: Ted Mellors met een Benelli. BMW had voor de Senior TT Jock West (verkoopdirecteur in het Verenigd Koninkrijk), Karl Gall en Schorsch Meier gestuurd. Gall crashte hard tijdens de training en overleed elf dagen later (op 13 juni) in het ziekenhuis van Ramsey. Op 16 juni won Schorsch Meier de Senior, vóór West. Ze reden de BMW RS 500 met compressor, een techniek waar de Italianen en de Duitsers veel verder mee waren dan de Britten.

## Senior TT
Vrijdag 16 juni, zeven ronden (425 km), motorfietsen tot 500 cc.
Na de trainingen was eigenlijk al duidelijk dat de Britse eencilinders een natte baan nodig hadden om de BMW RS 500's te kunnen verslaan. Tijdens de trainingen was Schorsch Meier al geklokt op ruim 217 km/uur. Het bleef echter droog. Er was nog even de hoop dat BMW zich uit piëteit met de overleden Karl Gall zou terugtrekken, maar ook dat gebeurde niet. Meier had na de eerste ronde al bijna een minuut voorsprong op zijn teamgenoot Jock West en Velocette-rijder Stanley Woods. West wist een voorsprong op Woods te nemen en finishte mee dan twee minuten achter Meier. Woods kwam nog in gevecht met Freddie Frith om de derde plaats, dat Frith in zijn voordeel besliste.
| Pos | Coureur                 | Merk       | Tijd       | Snelheid  |
| --- | ----------------------- | ---------- | ---------- | --------- |
| 1   | Schorsch Meier          | BMW        | 2:57"19'0  | 89,38 mph |
| 2   | Jock West               | BMW        | 2:59"39'0  | 88,22 mph |
| 3   | Freddie Frith           | Norton     | 3:00"11'0  | 87,96 mph |
| 4   | Stanley Woods           | Velocette  | 3:00"17'0  | 87,91 mph |
| 5   | John White              | Norton     | 3:04"27'0  | 85,92 mph |
| 6   | Les Archer              | Velocette  | 3:07"58'0  | 84,31 mph |
| 7   | Ted Mellors             | Velocette  | 3:09"12'0  | 83,76 mph |
| 8   | Ginger Wood             | Norton     | 3:12"16'0  | 82,43 mph |
| 9   | Maurice Cann            | Moto Guzzi | 3:13"22'0  | 81,96 mph |
| 10  | Johnny Galway           | Norton     | 3:15"00'0  | 81,27 mph |
| 11  | Walter Rusk             | AJS        | 3:16"30'0  | 80,65 mph |
| 12  | David Whitworth         | Velocette  | 3:18"09'0  | 79,98 mph |
| 13  | Bob Foster              | AJS        | 3:19"11'0  | 79,57 mph |
| 14  | Jimmy Little            | Velocette  | 3:21"06'0  | 78,81 mph |
| 15  | Ernie Thomas            | Velocette  | 3:21"40'0  | 78,59 mph |
| 16  | Harry Charles Lamacraft | Velocette  | 3:21"45'0  | 78,55 mph |
| 17  | Eric Oliver             | Velocette  | 3:24"31'0  | 77,49 mph |
| 18  | Noel Pope               | Norton     | 3:24"50'0  | 77,37 mph |
| 19  | Bill Beevers            | Norton     | 3:25"07'00 | 77,26 mph |
| 20  | Norman Croft            | Norton     | 3:27"32'0  | 76,36 mph |
| 21  | Guy Newman              | Velocette  | 3:27"34'0  | 76,35 mph |
| 22  | Frank Fry               | Velocette  | 3:27"51'0  | 76,25 mph |
| 23  | Billy Tiffen Jr.        | Velocette  | 3:27"58'0  | 76,21 mph |
| 24  | Noel Christmas          | Velocette  | 3:28"23'0  | 76,05 mph |
| 25  | Ken Boardman            | Norton     | 3:29"39'0  | 75,59 mph |
| 26  | Bert Myers              | Norton     | 3:30"02'0  | 75,46 mph |
| 27  | Stan Miller             | Velocette  | 3:32"09'0  | 74,70 mph |
| 28  | Fergus Anderson         | DKW        | 3:32"57'0  | 74,42 mph |
| 29  | Harold Hartley          | Rudge      | 3:40"41'0  | 71,81 mph |
| 30  | Rob Weston              | Norton     | 3:41"50'0  | 71,44 mph |

| Coureur   | Merk | Oorzaak   |
| --------- | ---- | --------- |
| Karl Gall | BMW  | Overleden |

| Coureur            | Merk      | Oorzaak |
| ------------------ | --------- | ------- |
| Otto Ruhrschneck   | NSU       |         |
| Charlie Manders    | Excelsior |         |
| Karl Bodmer        | NSU       |         |
| Wilhelm Herz       | NSU       |         |
| Henry Tyrell-Smith | Excelsior |         |
| Harold Daniell     | Norton    |         |
| Charlie Brett      | Velocette |         |
| Johnny Lockett     | Norton    |         |

## Junior TT
Maandag 12 juni, zeven ronden (425 km), motorfietsen tot 350 cc.
Stanley Woods won zijn tiende en achteraf laatste TT-race met de nieuwe Velocette KTT Mk VIII. Tot aan de laatste ronde had Freddie Frith de race geleid, maar hij viel stil met motorproblemen. Woods versloeg Frith's teamgenoot Harold Daniell (Norton M40) en DKW-rijder Heiner Fleischmann.
| Pos | Coureur                 | Merk      | Tijd      | Snelheid  |
| --- | ----------------------- | --------- | --------- | --------- |
| 1   | Stanley Woods           | Velocette | 3:10"30'0 | 83,19 mph |
| 2   | Harold Daniell          | Norton    | 3:10"38'0 | 83,13 mph |
| 3   | Heiner Fleischmann      | DKW       | 3:12"05'0 | 82,51 mph |
| 4   | Ted Mellors             | Velocette | 3:12"28'0 | 82,34 mph |
| 5   | David Whitworth         | Velocette | 3:19"09'0 | 79,58 mph |
| 6   | Siegfried Wünsche       | DKW       | 3:20"57'0 | 78,87 mph |
| 7   | Maurice Cann            | Norton    | 3:21"10'0 | 78,78 mph |
| 8   | Ginger Wood             | Velocette | 3:21"45'0 | 78,55 mph |
| 9   | Jimmy Little            | Velocette | 3:22"36'0 | 78,22 mph |
| 10  | Frank Mussett           | Velocette | 3:24"14'0 | 77,60 mph |
| 11  | Les Martin              | Norton    | 3:26"08'0 | 76,88 mph |
| 12  | G. Hayden               | Velocette | 3:26"15'0 | 76,84 mph |
| 13  | Henry Tyrell-Smith      | Excelsior | 3:26"23'0 | 76,79 mph |
| 14  | Noel Pope               | Velocette | 3:26"42'0 | 76,67 mph |
| 15  | Billy Tiffen Jr.        | Velocette | 3:26"48'0 | 76,64 mph |
| 16  | Johnny Lockett          | Norton    | 3:27"17'0 | 76,46 mph |
| 17  | Eric Oliver             | Velocette | 3:27"53'0 | 76,24 mph |
| 18  | Les Dear                | Velocette | 3:28"15'0 | 76,10 mph |
| 19  | Harry Charles Lamacraft | Velocette | 3:28"33'0 | 75,99 mph |
| 20  | Walter Rusk             | Velocette | 3:28"53'0 | 75,87 mph |
| 21  | Guy Newman              | Velocette | 3:29"03'0 | 75,81 mph |
| 22  | Franz-Josef Binder      | Velocette | 3:29"09'0 | 75,77 mph |
| 23  | George Rowley           | AJS       | 3:29"54'0 | 75,50 mph |
| 24  | Les Archer              | Velocette | 3:29"55'0 | 75,50 mph |
| 25  | Charlie Brett           | Velocette | 3:30"18'0 | 75,36 mph |
| 26  | Johnny Galway           | Norton    | 3:31"40'0 | 75,23 mph |
| 27  | Bill Beevers            | Velocette | 3:34"44'0 | 73,80 mph |
| 28  | Stan Miller             | Velocette | 3:35"46'0 | 73,45 mph |
| 29  | Les Higgins             | Velocette | 3:35"57'0 | 73,39 mph |
| 30  | Jock West               | Velocette | 3:36"41'0 | 73,14 mph |
| 31  | Jim Garnett             | Velocette | 3:38"27'0 | 72,55 mph |
| 32  | H. Caldwell             | Velocette | 3:39"56'0 | 72,06 mph |
| 33  | R. Gibson               | Velocette | 3:40"54'0 | 71,74 mph |
| 34  | G. Briggs               | Norton    | 3:43"34'0 | 70,89 mph |
| 35  | Bert Myers              | Velocette | 3:50"28'0 | 68,77 mph |

| Coureur             | Merk      | Oorzaak |
| ------------------- | --------- | ------- |
| Karl Bodmer         | NSU       |         |
| Roger Loyer         | Velocette |         |
| Ernie Thomas        | Velocette |         |
| Bob Foster          | AJS       |         |
| Svend-Aage Sørensen | Excelsior | Ongeval |
| Freddie Frith       | Norton    | Motor   |
| Noel Christmas      | Velocette |         |
| Roy Evans           | AJS       |         |
| Frank Fry           | Velocette |         |
| Otto Ruhrschneck    | NSU       |         |
| Miguel Simo         | Terrot    | Ongeval |
| Fergus Anderson     | DKW       |         |
| John White          | NSU       |         |
| Charlie Manders     | Excelsior |         |
| Humphrey Waddington | Norton    | Ongeval |

## Lightweight TT
Woensdag 14 juni, zeven ronden (425 km), motorfietsen tot 250 cc.
De Lightweight TT werd in slecht weer verreden en werd verrassend gewonnen door Ted Mellors met een Benelli 250 Bialbero, een eencilinder met dubbele bovenliggende nokkenas. Hij was zelfs bijna vier minuten sneller dan Ewald Kluge met de DKW met compressor.
| Pos | Coureur                 | Merk      | Tijd      | Snelheid  |
| --- | ----------------------- | --------- | --------- | --------- |
| 1   | Ted Mellors             | Benelli   | 3:33"26'0 | 74,25 mph |
| 2   | Ewald Kluge             | DKW       | 3:37"11'0 | 72,97 mph |
| 3   | Henry Tyrell-Smith      | Excelsior | 3:40"23'0 | 71,91 mph |
| 4   | Les Martin              | Excelsior | 3:50"08'0 | 68,87 mph |
| 5   | Siegfried Wünsche       | DKW       | 3:50"25'0 | 68,78 mph |
| 6   | Charlie Manders         | Excelsior | 3:56"48'0 | 66,93 mph |
| 7   | Harold Hartley          | Rudge     | 3:59"27'0 | 66,29 mph |
| 8   | Ernie Thomas            | DKW       | 4:00"48'0 | 65,81 mph |
| 9   | Ginger Wood             | Rudge     | 4:03"41'0 | 65,04 mph |
| 10  | Chris Tattersall        | CTS       | 4:07"50'0 | 63,95 mph |
| 11  | Stan Pike               | Rudge     | 4:08"39'0 | 63,74 mph |
| 12  | Harry Charles Lamacraft | Excelsior | 4:11"58'0 | 62,90 mph |
| 13  | Jock McCredie           | Excelsior | 4:15"33'0 | 62,02 mph |

| Coureur            | Merk         | Oorzaak |
| ------------------ | ------------ | ------- |
| Stan Miller        | CTS          |         |
| Roy Evans          | OK Supreme   |         |
| Johnny Galway      | New Imperial |         |
| Les Graham         | CTS          |         |
| Bert Myers         | Excelsior    |         |
| Roland Pike        | Rudge        |         |
| Heiner Fleischmann | DKW          |         |
| Omobono Tenni      | Moto Guzzi   |         |
| Les Archer         | New Imperial |         |
| John White         | Excelsior    |         |
| Stanley Woods      | Moto Guzzi   |         |

## Trivia

### "Learning Driver"
Bij zijn eerste trainingen voor de Senior TT van 1939 verwonderde Schorsch Meier zich over de vriendelijkheid van de lokale bevolking. Hij had niet gemerkt dat de Britse coureurs 's nachts een grote "L" op de rug van zijn racepak hadden geschreven. Iedereen dacht daarom dat hij een "Learner" was, tot hij op de tweede trainingsdag de snelste ronde reed.

### Telefoonlijn
Schorsch Meier moest wennen aan het tijdrit principe van de TT. Elke 20 seconden startte er een rijder voor een eenzame race zonder te weten hoe snel hij was ten opzichte van de rest. BMW had echter een telefoonlijn geïnstalleerd van de start in Douglas tot ongeveer 25 km vóór de streep in Ramsey. Daardoor kon hem in de tweede ronde de doorkomsttijd van de eerste worden doorgegeven: +50 seconden. Daar verbaasde hij zich over, want hij was nog steeds niet echt bekend met de 60 km lange baan. Na twee ronden was het al +82 seconden geworden en na de derde ronde 2 minuten. Daardoor kon hij een tankstop maken die eigenlijk niet nodig was, maar wel zekerheid gaf.
1907 · 1908 · 1909 · 1910 · 1911 · 1912 · 1913 · 1914 · Eerste Wereldoorlog · 1920 · 1921 · 1922 · 1923 · 1924 · 1925 · 1926 · 1927 · 1928 · 1929 · 1930 · 1931 · 1932 · 1933 · 1934 · 1935 · 1936 · 1937 · 1938 · 1939 · Tweede Wereldoorlog · 1947 · 1948 · 1949 · 1950 ·1951 · 1952 · 1953 · 1954 · 1955 · 1956 · 1957 · 1958 · 1959 · 1960 · 1961 · 1962 · 1963 · 1964 · 1965 · 1966 · 1967 · 1968 · 1969 · 1970 · 1971 · 1972 · 1973 · 1974 · 1975 · 1976 · 1977 · 1978 · 1979 · 1980 · 1981 · 1982 · 1983 · 1984 · 1985 · 1986 · 1987 · 1988 · 1989 · 1990 · 1991 · 1992 · 1993 · 1994 · 1995 · 1996 · 1997 · 1998 · 1999 · 2000 · 2002 · 2003 · 2004 · 2005 · 2006 · 2007 · 2008 · 2009 · 2010 · 2011 · 2012 · 2013 · 2014